# Guillermo Pomi
Guillermo José Pomi Barriola (n. 1955). 
Economista, político y diplomático uruguayo. 

## Biografía
Egresado de la Universidad de la República como Licenciado en Ciencias Económicas. Posteriormente obtuvo un Master of Arts in Economics en la Universidad Católica de Lovaina, Bélgica.
En 1985 participó en la redacción de la revista Bases de Nuestro Tiempo.
Ha dirigido el Parque Tecnológico Industrial del Cerro.
En 2005 José Mujica lo propuso como presidente del Banco de la República de Uruguay pero fue vetado por el ministro de Economía Danilo Astori. Poco después partió a Sudáfrica como Embajador de Uruguay ante ese país y concurrente ante Congo, Angola, Mozambique en el marco de la iniciativa del Presidente Lula de Brasil respaldada por los gobiernos de la región de fortalecer los lazos del Mercosur con los países del África Subsahariana.
En el año 2010 fue designado como Embajador de particular confianza política del Presidente José Mujica ante la República Argentina. Su postulación fue aprobada unánimemente por el Senado uruguayo